# 別天地 (杏子のアルバム)
『別天地』（べってんち）は、杏子の2枚目のオリジナル・アルバム。1993年7月1日にKi/oon Sony Recordsから発売された。

## 背景
前作『Naked Eyes』から、7か月ぶりとなる作品で、Ki/oon Sony Recordsから発表された最後のオリジナル・アルバムとなった。

## リリース
1993年7月1日にKi/oon Sony Recordsから、CDのみでリリースされた。

## 批評
| 専門評論家によるレビュー | 専門評論家によるレビュー |
| レビュー・スコア         | レビュー・スコア         |
| 出典                     | 評価                     |
| ------------------------ | ------------------------ |
| CDジャーナル             | 肯定的                   |

CDジャーナルは、「1stで確実にソロとしてのアインデンティティを確立したいたが、それ以上に充実した仕上がり」としたうえで、「アップ・テンポのハード・ナンバーもしっかりと歌いこなす実力は、既に“元バービーボーイズ”とつける必要性がない」と肯定的に評価している。

## 収録曲
| 全作詞: 杏子。 |                             |           |           |                                                        |      |
| #              | タイトル                    | 作詞      | 作曲      | 編曲                                                   | 時間 |
| 1.             | 「別天地」                  | 杏子      | 平井夏美  | - Jurassix - ストリングス & バグパイプアレンジ: 森英治 | 5:14 |
| 2.             | 「寒い夏」                  | 杏子      | 田村玄一  | 田村玄一                                               | 4:40 |
| 3.             | 「Jurassic Honeymoon」      | 杏子      | 田村玄一  | 田村玄一                                               | 3:51 |
| 4.             | 「禁欲主義」                | 杏子      | 杏子      | 間宮工 & kyoko                                         | 4:10 |
| 5.             | 「心のベクトル」            | 杏子      | 馬場一嘉  | - Jurassix - ストリングス & バグパイプアレンジ: 森英治 | 5:41 |
| 6.             | 「Galileo a Go Go」         | 杏子      | 佐藤厚    | Jurassix                                               | 4:38 |
| 7.             | 「はじめての憂鬱」          | 杏子      | 馬場一嘉  | Jurassix                                               | 4:58 |
| 8.             | 「kissと嘘」                | 杏子      | 田村玄一  | 田村玄一                                               | 4:30 |
| 9.             | 「La nif」                  | 杏子      | 辻畑鉄也  | Picasso                                                | 5:43 |
| 10.            | 「アネモネ 〜プロローグ〜」 | 杏子      | 辻畑鉄也  | - Picasso - ストリングス & バグパイプアレンジ: 森英治  | 1:24 |
| 合計時間:      | 合計時間:                   | 合計時間: | 合計時間: | 44:49                                                  |      |

## 参加ミュージシャン
Jurassix are
- 小沼俊明 : Drums
- 谷崎浩章 : Bass
- Lion Merry : Synthesizers, Piano, Tabla, Mellotron, Accordion
- 辻剛 : Acoustic Guitar & Electric Guitar

Picasso are
- 辻畑鉄也 : Chorus (#9)
- 森英治 : Keyboards & Computer Programming
- 東純二 : Bass

Additional Musician:
- 河野道生 : Drums & Percussions
- 長田進 : Acoustic Guitar & Electric Guitar

田村玄一/Gen's Project
- 田村玄一 : Computer Programming & Acoustic Guitar
- 石坪信也 : Drums
- 横川理彦 : Violin Solo & Charango (#8)

Guest Musicians
- 間宮工 : Guitar (#4)
- 新井田耕造 : Drums (#4)
- 山根篤 : Bag Pipe (#1)
- 金子飛鳥グループ : Strings (#5 & 10)
- 清水美恵 : Chorus (#3)
- 松崎裕 : Horn (#5)
- 渡辺克 : Horn (#5)
- 永瀬正敏 : Chorus & Voices (#8)
- Dr.Francois O'Boogie : Chorus (#7)
- Nicholas Trout : Italian Voice (#6)
- うしろのBOBO太郎 : Effect Voices (#9)

## タイアップ
| # | 曲名         | タイアップ                               | 出典  |
| - | ------------ | ---------------------------------------- | ----- |
| 4 | 「禁欲主義」 | 東映映画『リング・リング・リング』主題歌 | [ 4 ] |